# Harry Hooper (Baseballspieler)
Harry Bartholomew Hooper (* 24. August 1887 in Bell Station, Kalifornien; † 18. Dezember 1974 in Santa Cruz, Kalifornien) war ein US-amerikanischer Baseballspieler in der Major League Baseball (MLB). Sein Spitzname war Hoop.

## Biografie
Harry Hooper wurde in Kalifornien geboren und absolvierte am Saint Mary’s College ein Ingenieursstudium, bevor er 1909 einen Vertrag mit den Boston Red Sox als professioneller Baseballspieler abschloss. Sein Debüt in der American League gab er am 16. April 1909. Gemeinsam mit Tris Speaker und Duffy Lewis bildete er das Million Dollar Outfield der Red Sox.
Hooper erzielte in seiner Karriere dreimal mehr als 100 Runs, hatte fünfmal einen Schlagdurchschnitt von mehr als 30 % und stahl neunmal mehr als 20 Bases. Insgesamt konnte er mit den Boston Red Sox viermal die World Series gewinnen. 1912 besiegten die Red Sox die New York Giants, 1915 die Philadelphia Phillies, 1916 die Brooklyn Dodgers und 1918 die Chicago Cubs. Hooper ist somit der einzige Spieler der Red Sox, der vier World-Series-Titel mit Boston gewinnen konnte. 1915 war er der erste Spieler, der zwei Home Runs in einem Spiel in der World Series schlagen konnte.
1921 wechselte Harry Hooper zu den Chicago White Sox, mit denen er am 4. Oktober 1925 sein letztes Spiel in der Major League bestritt. 1971 wurde Harry Hooper durch das Veterans Committee in die Baseball Hall of Fame aufgenommen. 1974 verstarb er im Alter von 87 Jahren.